# Маттес, Роланд
Роланд Маттес (нем. Roland Matthes; 17 ноября 1950, Пёснек, Тюрингия — 20 декабря 2019[…], Вертхайм, Баден-Вюртемберг) — восточногерманский пловец, специалист в плавании на спине и комплексном плавании. Четырёхкратный олимпийский чемпион, многократный чемпион мира и Европы, один из наиболее известных и титулованных немецких спортсменов современности. Рекордсмен мира и Олимпийских игр.
7 раз (1967—1971, 1973, 1975) признавался лучшим спортсменом года в ГДР. В 1981 году имя спортсмена было включено в Международный зал славы водных видов спорта.
Был женат на знаменитой немецкой пловчихе 4-кратной олимпийской чемпионке Корнелии Эндер. После развода с Маттесом Корнелия вышла замуж за немецкого десятиборца Штеффена Груммта.